# محاولة اغتيال عبد الكريم قاسم
محاولة اغتيال عبد الكريم قاسم، هي محاولة اغتيال فاشلة لرئيس الوزراء العراقي الأسبق عبد الكريم قاسم، نفذها شباب من حزب البعث في عقد العشرينات من عمرهم بشارع الرشيد في بغداد بتاريخ 7 تشرين الأول 1959، على الساعة 6:30 ظهرا. وقد شارك فيها الرئيس العراقي السابق صدام حسين.

## خطة الإغتيال
كانت الخطة تقتضي بأن تنفذ من قبل أربعة أفراد يحملون غدارات ( رشاشات) واثنين ليكملوا الخطة اذا حدث أمر طارئ، وشخص آخر لسياقة سيارة واعتراض سيارة رئيس الوزراء الذي كان عائد إلى وزارة الدفاع مارا بشارع الرشيد

## تنفيذ الإغتيال
في تمام الساعة 06:30 ظهرا مرت سيارة رئيس الوزراء عبد الكريم قاسم بشارع الرشيد، فتجمعت خلية الاغتيال واتخذت اماكنها، وكان من المفترض أن يقود سليم زيبق سيارته ليعترض سيارة رئيس وزراء ولكن عطلا حدث فلم ينفذ هذا الجزء من العملية، وبدأ إطلاق النار وكان أول من بدأ الإطلاق عبد الوهاب الغريري ورُميت قنابل دخانية وباشر الآخرون بالرمي، فقُتل السائق العريف كاظم عارف وأصيب عبد الكريم قاسم، ومرافقه قاسم الجنابي بإصابات لم تكن خطرة، وبعدها قُتل عبد الوهاب الغريري من رصاص زملائه، وأُصيب صدام حسين برصاصة من قبل زملائه المشاركين في العملية، وبعد الانتهاء هرب المشاركون، أُخذ رئيس الوزراء والمصابين إلى المستشفى حيث نجى بعد ذلك.

## ردود الأفعال
برقيات من قادة العالم:
- فرحات عباس ( رئيس الحكومة الجزائرية المؤقتة ) «الجنرال عبد الكريم قاسم رئيس وزراء الجمهورية العراقية بغداد نبعث لكم بتهانينا واعبر لكم باسم الشعب الجزائري وحكومته عن سرورنا البالغ. تقبلوا دعائنا الحار بشفائكم العاجل وتمنياتنا لكم بالحياة الطويلة وللشعب العراقي وتحياتنا الودية». [3]
- كيم إيل سونغ ( رئيس وزراء كوريا الشمالية) «سيادة اللواء عبد الكريم قاسم رئيس الوزراء الجمهورية العراقية - بغداد - صاحب السيادة رئيس الوزراء الموقر تلقيت بسخط شديد ودهشة نبأ اصابتكم أثر الاعتداء الأثيم الذي ارتكبه الأعداء للشعب العراقي إن أي دسيسة يقوم بها الاستعماريون واذنابهم ستسحق حتما من قبل قوى الشعب العراقي الموحدة. اتمنى لسيادتكم بالإمالة عن نفسي والنيابة عن حكومة جمهورية كورية الديمقراطية الشعبية ان تستعيدوا صحتكم بأسرع وقت».[3]
- فام فان دانك (رئيس وزراء فيتنام الشمالية ) «سيادة اللواء عبد الكريم قاسم رئيس وزراء الجمهورية العراقية بغداد تأثرت أعمق التأثر عند سماعي نبأ إصابة سيادتكم لقد أثار هذا العمل غير الإنساني الذي ارتكبه قطاع الطرق سخطى شديد، اتمنى لسيادتكم الشفاء العاجل كي تقودوا الشعب العراقي نحو تحقيق أهدافه في بناء بلد مرفه وتعملوا من أجل الحفاظ على السلم». [3]